# Palazzo delle Ferrovie dello Stato (Trieste)
Il Palazzo delle Ferrovie dello Stato è un palazzo ottocentesco di Trieste, situato nel centro della città, in piazza Vittorio Veneto ma ha accessi anche dalle vie Milano, Galatti e Filzi. L'edificio è costituito da cinque piani fuori terra.
In seguito alla vendita da parte delle Ferrovie dello Stato a PVV Investments, il palazzo è in ristrutturazione.

## Storia
L'edificio della Direzione compartimentale delle Ferrovie dello Stato venne realizzato tra il 1894 ed il 1895 su progetto dell'architetto Raimondo Sagors.
L'edificio ospitava al pianterreno alcune attività commerciali tra cui il negozio di Ignazio de Brull, mentre nella parte posteriore dell'edificio in epoca fascista si trovava il Teatro del Dopolavoro Ferroviario, diventato Cinema Vittorio Veneto, inaugurato nel 1949.

## Elementi architettonici
La facciata principale presenta una fascia basamentale che comprende pianterreno e ammezzato, con rivestimento a bugnato, e tre piani superiori trattati ad intonaco.
Il piano terra è scandito da una serie di aperture ad arco a tutto sesto. I fori finestra dell'ammezzato e dell'ultimo piano sono rettangolari e di dimensioni ridotte, mentre le finestre del piano nobile sono arricchite da un timpano triangolare.
La facciata presenta una parte centrale aggettante caratterizzata da una serie di semicolonne ioniche di ordine gigante su alti piedistalli alternati a balaustre in pietra. Nelle specchiature delle finestre dell'ultimo piano si trovano dei rilievi decorati da motivi vegetali e nastri.
All'ultimo piano emerge una serie di mensoloni decorati da teste a sostegno della balaustra, collocata sulla sommità dell'edificio. Lo schema architettonico della superficie centrale si ritrova anche negli avancorpi laterali, caratterizzati da lesene invece che da semicolonne.
Le facciate laterali si rifanno all'impianto del prospetto principale ma sviluppato attraverso una decorazione più sobria.

## Futuro e ipotesi di riuso
Già nel 2004, in seguito agli annunci sul trasferimento dei dipendenti delle Ferrovie in altre sedi, si è parlato dell'acquisto del palazzo da parte della Regione autonoma Friuli Venezia Giulia. L'acquisizione, infatti, si basava sul completamento delle operazioni di acquisizioni e di vendita di altri edifici.
Fin dal 2008 le Ferrovie hanno cercato di vendere l'immobile, ma senza successo.